# 丹羽氏昭
丹羽 氏昭（にわ うじてる）は、江戸時代中期から後期にかけての大名。播磨国三草藩4代藩主。氏次系丹羽家10代。

## 略歴
天明3年（1783年）7月24日、第3代藩主丹羽氏福の長男として生まれる。寛政8年（1796年）2月6日、父の隠居で家督を継ぐ。寛政10年（1798年）10月1日に将軍徳川家斉に拝謁、12月16日に叙任する。
享和元年（1801年）4月、日光祭礼奉行を命じられる。文化元年（1804年）11月19日、大番頭に就任する。文化12年1月12日、伏見奉行に就任する。文政2年8月8日、奏者番に就任する。文政10年（1827年）9月2日、父に先立って死去した。享年45。跡を長男の氏賢が継いだ。墓所は東京都港区西麻布の長谷寺。

## 系譜
- 父：丹羽氏福（1762-1843）
- 母：細川興文の娘（？-1800）
- 正室：致（？-1853） - 松平忠済の娘
  - 長男：（1804-1804）
  - 長女：松（1805-1806）
  - 二男：丹羽氏賢（1811-1854）
  - 四男：靱負之助（1816-1818）
- 側室：十代
  - 三男：丹羽氏謙（1812-1855）
- 側室：梅
  - 二女：剛（1818-1819）
  - 三女：屋津（1823-1823）
- 側室：国
  - 四女：澄（1826-1826）
- 側室：槙
  - 五男：（1827-1827）